# Separador (electricitat)
Un separador és una membrana permeable que es col·loca entre l'ànode i el càtode d'una bateria. La funció principal d'un separador és mantenir els dos elèctrodes separats per evitar curtcircuits elèctrics, alhora que permet el transport dels portadors de càrrega iònica que són necessaris per tancar el circuit durant el pas del corrent en una cel·la electroquímica.
Els separadors són components crítics en les bateries d'electròlits líquids. Un separador generalment consisteix en una membrana polimèrica que forma una capa microporosa. Ha de ser químicament i electroquímicament estable pel que fa als materials de l'electròlit i l'elèctrode i mecànicament prou resistent per suportar l'alta tensió durant la construcció de la bateria. Són importants per a les bateries perquè la seva estructura i propietats afecten considerablement el rendiment de la bateria, incloses les densitats d'energia i potència de les bateries, la vida útil del cicle i la seguretat.

## Història
A diferència de moltes formes de tecnologia, els separadors de polímers no es van desenvolupar específicament per a bateries. Més aviat, eren derivats de tecnologies existents, motiu pel qual la majoria no estan optimitzats per als sistemes en què s'utilitzen. Tot i que això pugui semblar desfavorable, la majoria dels separadors de polímers es poden produir en massa a baix cost, perquè es basen en formes de tecnologies existents. Yoshino i els seus col·laboradors d'Asahi Kasei els van desenvolupar per primera vegada per a un prototip de bateries secundàries de ions de liti (LIB) el 1983.

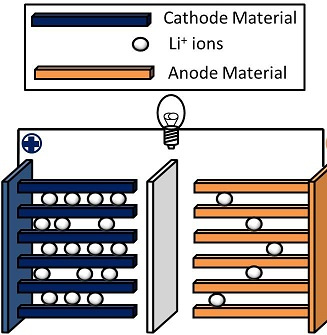
Esquema d'una bateria de liti-ió

Inicialment, es va utilitzar òxid de liti i cobalt com a càtode i poliacetilè com a ànode. Més tard, el 1985, es va descobrir que l'ús d'òxid de liti i cobalt com a càtode i grafit com a ànode produïa una bateria secundària excel·lent amb una estabilitat millorada, emprant la teoria d'electrons de frontera de Kenichi Fukui. Això va permetre el desenvolupament de dispositius portàtils, com ara telèfons mòbils i ordinadors portàtils. Tanmateix, abans que les bateries d'ions de liti es poguessin produir en massa, calia abordar les preocupacions de seguretat, com ara el sobreescalfament i el sobrepotencial. Una clau per garantir la seguretat era el separador entre el càtode i l'ànode. Yoshino va desenvolupar un separador de membrana de polietilè microporós amb una funció de "fusible". En cas de generació anormal de calor dins de la cel·la de la bateria, el separador proporciona un mecanisme d'aturada. Els microporus es tanquen fonent-se i el flux iònic s'acaba. El 2004, Denton i els seus coautors van proposar per primera vegada un nou separador de polímer electroactiu amb la funció de protecció contra sobrecàrregues. Aquest tipus de separador canvia reversiblement entre els estats aïllant i conductor. Els canvis en el potencial de càrrega impulsen el commutador. Més recentment, els separadors proporcionen principalment transport de càrrega i separació d'elèctrodes.

## Materials
Els materials inclouen fibres no teixides (cotó, niló, polièsters, vidre), pel·lícules de polímer (polietilè, polipropilè, poli(tetrafluoroetilè), clorur de polivinil), ceràmica i substàncies naturals (cautxú, amiant, fusta). Alguns separadors utilitzen materials polimèrics amb porus de menys de 20 Å, generalment massa petits per a les bateries. Per a la fabricació s'utilitzen processos tant secs com humits.
Els materials no teixits consisteixen en una làmina, tela o estora fabricada de fibres orientades direccionalment o aleatòriament.
Les membranes líquides suportades consten d'una fase sòlida i una líquida contingudes dins d'un separador microporós.
Alguns electròlits polimèrics formen complexos amb sals de metalls alcalins, que produeixen conductors iònics que serveixen com a electròlits sòlids.
Els conductors d'ions sòlids poden servir tant com a separador com a electrolit.
Els separadors poden utilitzar una o diverses capes/làmines de material.

## Producció
Els separadors de polímers generalment es fabriquen amb membranes de polímer microporoses. Aquestes membranes es fabriquen normalment amb una varietat de materials inorgànics, orgànics i naturals. Les mides dels porus solen ser superiors a 50-100 Å.
Els processos secs i humits són els mètodes de producció de separació més comuns per a membranes polimèriques. Les parts d'extrusió i estirament d'aquests processos indueixen porositat i poden servir com a mitjà d'enfortiment mecànic.
Les membranes sintetitzades per processos secs són més adequades per a una densitat de potència més alta, donada la seva estructura de porus oberts i uniformes, mentre que les fabricades per processos humits ofereixen més cicles de càrrega/descàrrega a causa de la seva estructura de porus tortuosa i interconnectada. Això ajuda a suprimir la conversió de portadors de càrrega en cristalls als ànodes durant la càrrega ràpida o a baixa temperatura.

### Procés en sec
El procés en sec implica passos d'extrusió, recuit i estirament. La porositat final depèn de la morfologia de la pel·lícula precursora i de les especificitats de cada pas. El pas d'extrusió generalment es duu a terme a una temperatura superior al punt de fusió de la resina polimèrica. Això es deu al fet que les resines es fonen per donar-los forma en una pel·lícula tubular uniaxialment orientada, anomenada pel·lícula precursora. L'estructura i l'orientació de la pel·lícula precursora depenen de les condicions de processament i de les característiques de la resina. En el procés de recuit, el precursor es recuit a una temperatura lleugerament inferior al punt de fusió del polímer. L'objectiu d'aquest pas és millorar l'estructura cristal·lina. Durant l'estirament, la pel·lícula recuita es deforma al llarg de la direcció de la màquina mitjançant un estirament en fred seguit d'un estirament en calent seguit d'una relaxació. L'estirament en fred crea l'estructura dels porus estirant la pel·lícula a una temperatura més baixa amb una velocitat de deformació més ràpida. L'estirament en calent augmenta les mides dels porus utilitzant una temperatura més alta i una velocitat de deformació més lenta. El pas de relaxació redueix la tensió interna dins de la pel·lícula.
El procés sec només és adequat per a polímers amb alta cristal·linitat. Aquests inclouen, entre d'altres: poliolefines semicristal·lines, polioximetilè i poli(4-metil-1-pentè) isotàctic. També es poden utilitzar mescles de polímers immiscibles, en què almenys un polímer té una estructura cristal·lina, com ara polietilè-propilè, poliestirè-polipropilè i mescles de poli(tereftalat d'etilè)-propilè.

### Procés humit
El procés humit consisteix en passos de mescla, escalfament, extrusió, estirament i eliminació d'additius. Les resines polimèriques es barregen primer amb oli de parafina, antioxidants i altres additius. La mescla s'escalfa per produir una solució homogènia. La solució escalfada es passa a través d'una matriu de làmines per formar una pel·lícula semblant a un gel. A continuació, els additius s'eliminen amb un dissolvent volàtil per formar el resultat microporós. Aquest resultat microporós es pot estirar uniaxialment (al llarg de la direcció de la màquina) o biaxialment (al llarg de les direccions de la màquina i transversals), proporcionant una major definició dels porus.
El procés humit és adequat tant per a polímers cristal·lins com amorfs. Els separadors per procés humit sovint utilitzen polietilè de pes molecular ultra alt. L'ús d'aquests polímers permet que les bateries tinguin propietats mecàniques favorables, alhora que s'apaguen quan s'escalfen massa.

### Elecció del polímer

L'estructura química del polipropilè

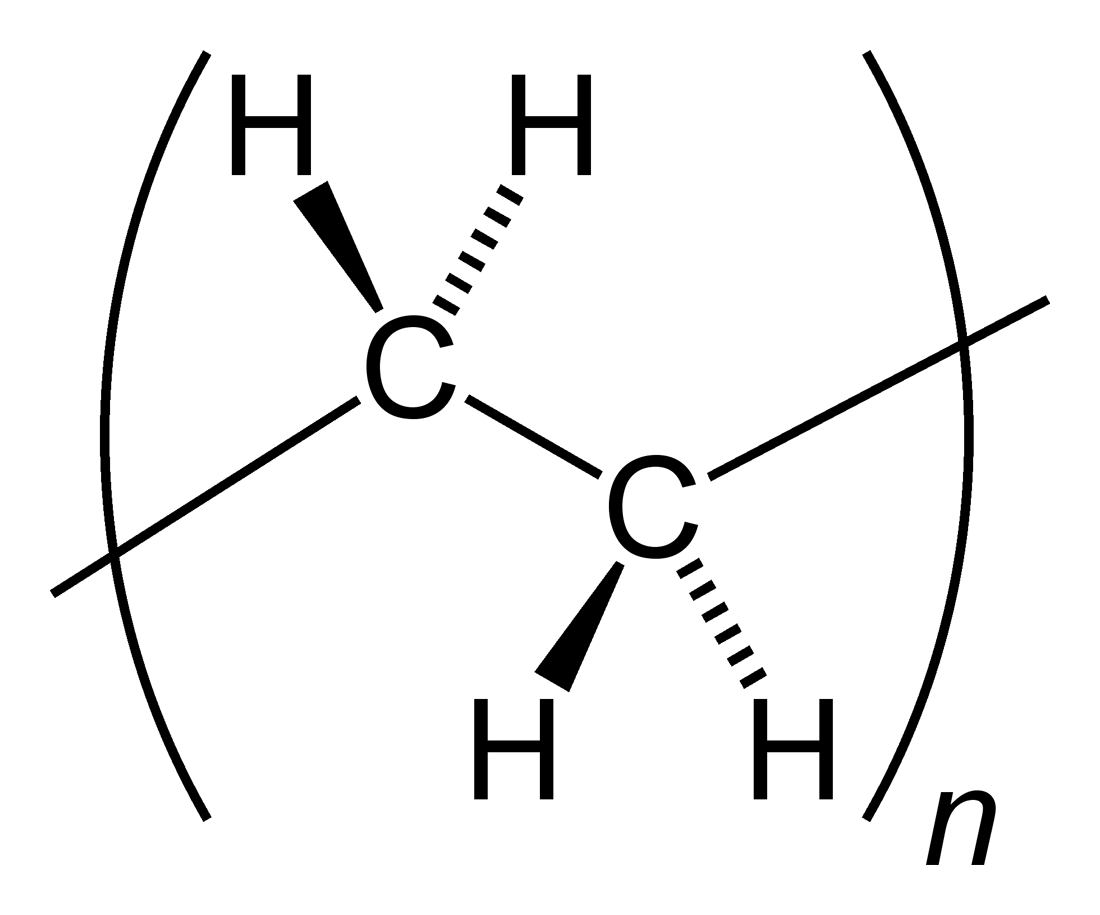
L'estructura química del polietilè

Els tipus específics de polímers són ideals per als diferents tipus de síntesi. La majoria dels polímers que s'utilitzen actualment en els separadors de bateries són materials basats en poliolefines amb estructura semicristal·lina. Entre ells, el polietilè, el polipropilè, el PVC i les seves mescles com el polietilè-polipropilè s'utilitzen àmpliament. Recentment, s'han estudiat polímers d'empelt en un intent de millorar el rendiment de la bateria, inclosos els separadors de polietilè microporosos empeltats amb poli(metacrilat de metil) i empeltats amb siloxà, que mostren una morfologia superficial i propietats electroquímiques favorables en comparació amb els separadors de polietilè convencionals. A més, es poden sintetitzar xarxes de nanofibres de fluorur de polivinilidè (PVDF) com a separador per millorar tant la conductivitat iònica com l'estabilitat dimensional. Un altre tipus de separador de polímers, el separador modificat amb politrifenilamina (PTPAn), és un separador electroactiu amb protecció reversible contra sobrecàrregues.

## Col·locació

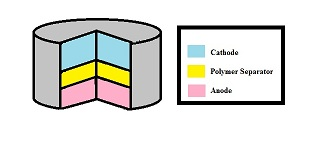
Vista lateral d'una bateria

El separador sempre es col·loca entre l'ànode i el càtode. Els porus del separador s'omplen amb l'electròlit i s'envasen per al seu ús.